# Feira de Santana
Feira de Santana là một thành phố Brasil. Thành phố này thuộc bang Bahia. Dân số theo điều tra năm 2010 của Viện Địa lý và Thống kê Brasil là 591.707 người. Đây là thành phố đông dân thứ 31 của Brasil.